# Lindmania smithiana
Espèce
Classification phylogénétique
Synonymes
- Cottendorfia smithiana Steyerm. & Luteyn, 1985

Lindmania smithiana est une espèce de plante de la famille des Bromeliaceae, endémique du Venezuela.

## Synonymes
- Cottendorfia smithiana Steyerm. & Luteyn, 1985[1].

## Distribution
L'espèce est endémique de l'État de Bolívar au Venezuela.